# Smrtna kazna
██ Ukinuta za sve zločine
██ Ukinuta za zločine koji nisu počinjeni pod iznimnim okolnostima (kao npr. zločini počinjeni za vrijeme rata)
██ Ukinuta u praksi
██ Zakonit oblik kazne za određene prijestupe
Smrtna kazna predstavlja krajnju i najstrožu kaznu koja je danas predviđena u određenim pravnim sustavima. U Republici Hrvatskoj smrtna je kazna ukinuta Božićnim Ustavom 1990. godine. Prema podacima Amnesty Internationala u 2002. godini više je od 3248 osoba osuđeno na smrt u 67 zemalja, a od te brojke izvršenjem smrtne kazne ubijeno je više od 1526 osoba u 31 zemlji svijeta. U Kini je zabilježeno 1060, u Iranu 113, a u SAD-u 71 izvršenje smrtne kazne, što je 81% svih smaknuća smrtnom kaznom u prošloj godini (ove se brojke odnose isključivo na podatke AI-a, dok su stvarne brojke vjerojatno i veće). Smrtna kazna je izrijekom ukinuta od strane Vijeća Europe protokolom br. 6. uz Konvenciju za zaštitu ljudskih prava i temeljnih sloboda.
U razvijenim zemljama prevladavaju zatvorske kazne kao najstrože propisane kazne (najčešće kazna doživotnog zatvora).
Smrtna kazna danas je izvršavana brojnim metodama. SAD-u je donedavno električna stolica bila najčešće korištena metoda, a od 2000. godine češće se koristi tzv. smrtonosna injekcija. Većinom su zemlje smrtne kazne islamske šerijatskih teokratskih zakona. Tu su metode vješanje, javno bičevanje, kamenovanje i druge bolnije metode.

## Definicija
Smrtna kazna je zakonom predviđeno usmrćivanje osobe, koja se izriče nakon što je osoba proglašena krivom za počinjenje kaznenog djela. Danas, prema europskom pravnom poimanju, smrtna kazna može biti rezultat samo zakonom utvrđenog i strogo kontroliranog pravnog postupka. U pravilu se ona izriče nakon provođenja sudskog postupka koji rezultira izvršenjem smrtne presude. Postojanje smrtne kazne pretpostavlja postojanje zakona koji točno definira u kojim slučajevima i za koja kaznena djela ju je moguće izreći. U Europskoj uniji je zabranjena tako da niti jedna članica EU nema smrtnu kaznu kao moguću presudu. EU je jedna od vodećih u svijetu koja se aktivno i snažno bori za ukidanje smrtne kazne zato što je riječ o nehumanim postupcima koje EU ne tolerira. Hrvatska je Ustavom iz 1990. godine ukinula smrtnu kaznu. Prema međunarodnom pravu smrtna kazna je zabranjena za osobe koje su u trenutku počinjenja kaznenog djela bile mlađe od osamnaest godina.

## Povijest
Smrtna kazna razvila se iz tzv. krvne osvete. Krvna osveta bilo je nepisano pravilo u zajednicama i plemenima koje su živjele prije nekoliko tisuća godina. Ona je dopuštala i omogućavala rodbini ubijene žrtve da se osvete počinitelju i njegovom plemenu. To je često vodilo do beskonačnih svađa između plemena i čak istrebljenja čitavih plemenskih zajednica. U najstarijim pravnim izvorima kao što je Kodeks Ur-Nammu (oko 2100. god. pr. Kr.) predviđena je smrtna kazna za ubojstvo i preljub. U Hamurabijevom Zakoniku spominje se Talionsko načelo koje označava situaciju Oko za oko, zub za zub. To načelo je ograničavalo osvetu samo na onoga tko je počinio kazneno djelo. Ovo načelo je još više ograničeno u Tori koja navodi da naknada štete treba biti srazmjerna počinjenoj šteti. Ona dakle zahtjeva naknadu štete od počinitelja, a ne osvetu od obitelji žrtve. U Tori se navodi niz vjerskih, društvenih i seksualnih prekršaja za koje se određuje smrtna kazna, a koji su smatrani kao prijetnja egzistenciji čitavom narodu: fizičko zlostavljanje roditelja, vračanje, štovanje i pridavanje žrtve drugim bogovima, preljub, homoseksualnost, incest, spolni odnos tijekom mjesečnice. Također pravi razliku između ubojstva s namjerom i ubojstva u obrani. Za pravovaljanu smrtnu presudu zahtijevalo se najmanje dva nepristrana svjedoka i temeljito provjeravanje njihovih iskaza od strane suca kako bi se izbjegle netočne presude. Mnoga starovijekovna carstva primjenjivala su pored smrtne kazne i novčane kazne te ropstvo. U to doba bila su popularna javna smaknuća i to s dvojakom svrhom: da bi zabavila gledatelje, a istovremeno da bi ih prestrašili. 
U Rimskom Carstvu su kršćani tijekom tristo godina bilo sustavno proganjani. U to vrijeme su kršćani odbijali bilo kakav oblik nasilja koji je rezultirao usmrćivanjem. Ali, nakon što je Konstantin I. 313. godine službeno dopustio kršćanstvo i ono je 380. godine postalo državnom religijom, provođenje smrtne kazne od strane carstva nije opadalo, već je naprotiv raslo, a crkva je u tome sada aktivno sudjelovala. Rimokatolička crkva opravdavala je smrtnu kaznu protiv pogana. Istočno Rimsko Carstvo od osmog stoljeća postupno je reduciralo provođenje smrtne kazne i zamjenjivalo kaznama poput odsijecanja noseva i ušiju da bi na taj način proveli jednu vrstu pedagoškog utjecaja na populaciju.U kasnijem srednjem vijeku, kada su postupno sve više bili ugroženi moć, položaj i monopol pape, careva i plemstva rasla je i učestalost smaknuća i njihova okrutnost. Tome su najviše pridonijeli lov na vještice te inkvizicija. Tek u 18. stoljeću razvila se opozicija smrtnoj kazni, a tome je znatno doprinio i talijanski književnik Cesare Becaria sa svojim djelom O zločinima i kaznama u kojem je isticao da je važno prevenirati zločine putem učinkovitog pravnog sustava te dobrih zakona. Francuska revolucija je također uvelike doprinijela razvoju ljudskih prava i sloboda. U 19. i 20. stoljeću sve više filozofa i književnika zalaže se za ukidanje smrtne kazne. Formiraju se različite međunarodne organizacije kao Ujedinjeni narodi za održavanje mira i sigurnosti u svijetu, širenje tolerancije i promicanje poštovanja ljudskih prava i osnovnih sloboda čovjeka te mnoge nevladine organizacije koje obavljaju djelatnosti od javnog interesa odnosno djeluje za opće dobro.U posljednjih tisuću godina, ljudsko društvo je jako napredovalo na području tehnologije ali je na psihološkom profilu ostalo gotovo jednako. I danas ljudi provode iste navike, organizacije društva su identične, zabavljaju se na identičan način, a niti način razmišljanja nije se mnogo promijenio. Do kasnog srednjeg vijeka to su bila pojedinačna pogubljenja: razapinjanja, nabijanja na kolac, giljotiranja, spaljivanja na lomači sve dok se u posljednjih tristotinjak godina nije pribjeglo masovnim pogubljenjima čitavih naroda,  poznatim pod nazivom – genocid, koji je bio rezultat ideološke presude raznih politika. Dvadeseto stoljeće će po tome biti posebno zapamćeno. 

## Metode egzekucije
Tijekom duge povijesti smrtne kazne pojavljivali su se mnogi oblici egzekucije. Razne su metode kojima se ubijaju zatvorenici, no upitno je govoriti o tome koja je vrsta egzekucije humanija. Najčešće metode su odrubljivanje glave u Saudijskoj Arabiji i Iraku, električna stolica u SAD-u, vješanje u Egiptu, Iranu, Japanu, Pakistanu, Singapuru i drugim zemljama, strijeljanje u Bjelorusiji, Kini, Somaliji, Tajvanu, Uzbekistanu, Vijetnamu i ostalim zemljama, a u Afganistanu i Pakistanu žrtve kamenuju. Na Bliskom Istoku je tijekom povijesti najčešća metoda bila kamenovanje, koju je provodila zajednica, a prvi kamen je obično bacao tužitelj. U Starom Rimu su koristili iznimno ponižavajuću i okrutnu metodu razapinjanja na križ odbjeglih robova, kriminalaca bez rimskog državljanstva te pobunjenika. Tijekom srednjek vijeka u Europi nije zadržana metoda razapinjanja zbog velikog utjecaja katoličanstva ali su zato u to vrijeme osmišljene mnoge nove metode egzekucije. Za posebno teška kaznena djela bili su uobičajeni vješanje i spaljivanje na lomači gdje se češće umiralo od gušenja dimom prije nego što su izgorijeli. Ova metoda se jako često upotrebljavala tijekom španjolske inkvizicije te pred kraj 15. stoljeća za vrijeme lova na vještice. Odrubljivanje glave mačem bila je često povlastica privilegiranih pojedinaca i plemstva. Tijekom povijesti je smrtnu kaznu provodila obično jedna, samo za taj posao, određena osoba tzv. krvnik. On i njegova obitelj su u mnogim kulturama bio omraženi, izbjegavao se kontakt s njima i postavljalo ih se nisko na društvenoj ljestvici usprkos činjenici da je izvršavanje smrtne kazne u većini kultura bilo slavljeno kao javni prizor. Iz tog razloga su najčešće nosili maske preko lica i njihov pravi identitet je bio poznat samo malom broju ljudi. Razvojem tehnologije i modernizacijom uslijedile su i nove metode egzekucije. 1792. godine u Francuskoj je uvedena Giljotina te se od tamo proširila u ostale dijelove Europe. Također je uz razvoj vatrenog oružja strijeljanje postalo učestala metoda egzekucije. U dvadesetom stoljeću su se još razvile i plinske komore, električna stolica te smrtne injekcije. Različite metode egzekucije se u društvu različito procijenjuju i odobravaju. Dok neke metode služe izričito ponižavanju optuženika, druge se smatraju časnima, kao npr. strijeljanje u vojsci. 

## Rasprostranjenost

### Aktualna situacija u svijetu
Do 1977. godine, samo je 16 zemalja bilo ukinulo smrtnu kaznu za sve zločine. Nakon trideset godina, broj zemalja koje ukidaju smrtnu kaznu i dalje raste, što potiče njezino potpuno ukidanje. Prema podacima organizacije Amnesty International, koja se bori za ljudska prava, 125 zemalja diljem svijeta je do sada ukinulo smrtnu kaznu. U njihovim izvještajima piše da je 2002. više od 3248 osoba osuđeno na smrt u 67 zemalja, a od te brojke izvršenjem smrtne kazne ubijeno je više od 1526 osoba u 31 zemlji svijeta. U Kini je zabilježeno 1060, u Iranu 113, a u SAD-u 71 izvršenje smrtne kazne, što je 81% svih smaknuća smrtnom kaznom 2002. godine. Ove objavljene brojke za tu godinu uključuju samo one slučajeve koji su poznati Amnesty Internationalu, a stvarne brojke su vjerojatno puno veće. U mnogim slučajevima smrtnih kazni uočena su teška kršenja međunarodnih standarda, uključujući nepoštena suđenja, te pogubljenja maloljetnih prijestupnika, tj. osoba koje su u vrijeme počinjenja zločina bile mlade od 18 godina. U 2002.g. zabilježena su 3 takva slučaja i to sva 3 u SAD-u. Iako su brojke iznesene u izvještaju zastrašujuće, u 2002.g. dogodio se značajan pomak u pravcu općesvjetskog ukinuća smrtne kazne kao posebno okrutog, nehumanog i ponižavajućeg kažnjavanja. Do kraja 2002.g. 111 zemalja ukinulo je smrtnu kaznu u zakonu ili u praksi. Npr. Cipar i bivša SR Jugoslavija ukinuli su smrtnu kaznu za sve prekršaje, dok je Turska ukinula smrtnu kaznu u praksi. Predsjednik Tanzanije zamijenio je smrtne kazne zatvorskim za 100 osuđenika, a 17 takvih zamjena za smrtnu kaznu zabilježeno je u S. Arabiji. Bivši guverner američke savezne države Illinois, George Ryan, 2003. zamijenio je smrtne kazne za 167 zatvorenika zatvorskim kaznama, a četvoricu je pomilovao. Više je zemalja tijekom 2002.g. ratificiralo razne međunarodne ili regionalne standarde u vezi sa smrtnom kaznom. Tako su Džibuti, Litva i Južnoafrička Republika ratificirali Drugi Dodatni protokol na Međunarodni ugovor o građanskim i političkim pravima, koji omogućuje potpuno ukinuće smrtne kazne. U Europi do kraja 2002. godine 5 je zemalja ratificiralo Protokol 13 Europske konvencije o ljudskim pravima kojim se ukida smrtna kazna u svim okolnostima. Prema podacima Amnesty Internationala, broj pogubljenja diljem svijeta pao je s 2148 u 2005. godini na 1591 u 2006. godini, a 91% svih poznatih pogubljenja izvršeno je u šest zemalja: Kini, Iranu, Pakistanu, Iraku, Sudanu i SAD-u. Kuvajt je imao najveći broj pogubljenja po stanovniku, a nakon njega Iran. Na temelju dostupnih javnih izvještaja, procijenjeno je da je u Kini tijekom 2006. godine pogubljeno najmanje 1010 osoba, iako je taj broj samo vrh ledenog brijega. Pouzdani izvori navode da je pogubljeno između 7500 i 8000 ljudi. Službene statistike i dalje su državna tajna, zbog čega se teško provode nadzor i analiza. Iran je pogubio najmanje 177 osoba, Pakistan najmanje 82, a Irak i Sudan svaki po najmanje 65. U 12 država SAD-a pogubljene su 53 osobe. Teško je procijeniti koliki je trenutno broj u cijelom svijetu osuđenih na smrt koji čekaju pogubljenje. Krajem 2006. g. procijenjeni broj bio je između 19.185 i 24.646 na temelju informacija grupa za ljudska prava, medijskih izvještaja i ograničenih dostupnih službenih podataka. 

### Zemlje koje su ukinule smrtnu kaznu za sve zločine
| - Andora - Angola - Armenija - Australija - Austrija - Azerbajdžan - Belgija - Butan - Bosna i Hercegovina - Bugarska - Kamerun - Kambodža - Zelenortska Republika - Kolumbija - Kostarika - Obala Bjelokosti - Hrvatska - Cipar - Češka - Danska - Džibuti - Dominikanska Republika - Ekvador - Estonija - Finska - Francuska - Gruzija - Njemačka - Grčka - Gvineja Bisau - Haiti - Honduras - Mađarska - Island - Irska - Italija - Kiribati - Liberija - Lihtenštajn - Litva - Luksemburg - Sjeverna Makedonija - Malta - Maršalovi Otoci | - Mauricijus - Meksiko - Mikronezija - Moldavija - Monako - Crna Gora - Mozambik - Namibija - Nepal - Nizozemska - Novi Zeland - Nikaragva - Niue - Norveška - Palau - Panama - Paragvaj - Filipini - Poljska - Portugal - Ruanda - Rumunjska - Samoa - San Marino - Sveti Toma i Princip - Senegal - Srbija - Sejšeli - Slovačka - Slovenija - Solomonski Otoci - JAR - Španjolska - Švedska - Švicarska - Istočni Timor - Turska - Turkmenistan - Tuvalu - Ukrajina - Ujedinjeno Kraljevstvo - Urugvaj - Uzbekistan - Vanuatu - Vatikan - Venezuela |

### Zemlje koje su ukinule smrtnu kaznu samo za klasične zločine
- Bolivija
- Brazil
- Čile
- Fidži
- Latvija
- Peru

### Zemlje koje su ukinule smrtnu kaznu u praksi
| - Alžir - Benin - Brunej - Burkina Faso - Srednjoafrička Republika - Republika Kongo - Gabon - Gambija - Gana - Grenada - Kenija - Kirgistan - Madagaskar - Malavi - Maldivi | - Mali - Mauretanija - Maroko - Mjanmar - Nauru - Niger - Papua Nova Gvineja - Rusija - Šri Lanka - Surinam - Esvatini - Togo - Tonga - Tunis |

### Zemlje koje su zadržale smrtnu kaznu
| - Afganistan - Antigva i Barbuda - Bahami - Bahrein - Bangladeš - Barbados - Bjelorusija - Bocvana - Kamerun - Čad - NR Kina - Komori - DR Kongo - Kuba - Dominika - Egipat - Eritreja - Etiopija - Gvatemala - Gvineja - Gvajana - Indija - Indonezija - Iran - Irak - Jamajka - Japan - Jordan - Kazahstan - Sjeverna Koreja - Južna Koreja | - Kuvajt - Libanon - Lesoto - Libija - Malezija - Mongolija - Nigerija - Oman - Pakistan - Katar - Sveta Lucija - Sveti Vincent i Grenadini - Saudijska Arabija - Sijera Leone - Singapur - Somalija - Sudan - Sirija - Republika Kina - Tanzanija - Tajland - Trinidad i Tobago - Uganda - Ujedinjeni Arapski Emirati - SAD - Vijetnam - Jemen - Zambija - Zimbabve |

### Provođenje smrtne kazne nad maloljetnim prijestupnicima
Međunarodni sporazumi o ljudskim pravima zabranjuju da itko tko je u vrijeme zločina imao manje od 18 godina bude osuđen na smrt. Međunarodni pakt o građanskim i političkim pravima, Američka konvencija o ljudskim pravima i Konvencija o pravima djeteta sadrže odredbe u tu svrhu. Više od 100 zemalja čiji zakoni još uvijek predviđaju smrtnu kaznu za barem neka kaznena djela, imaju zakone koji izričito odbacuju pogubljenja maloljetnih prijestupnika ili se pretpostavlja da ih odbacuju jer su ugovornice nekog od gore navedenih sporazuma. Međutim, mali broj zemalja i dalje izvršava smrtnu kaznu nad maloljetnim prijestupnicima.
Iako je još 1997. g. Kina izvršila reviziju svog kaznenog zakona u pravcu ukidanja smrtne kazne za maloljetne osobe starosti 16 i 17 godina, izvještaji koji govore o tome i dalje potvrđuju egzekucije maloljetnika zbog toga što sudovi ne vode dovoljno računa da se utvrdi točna dobna starost osuđenika. Poznato je da je od 1990. g. devet zemalja pogubilo osuđenike koji su u vrijeme zločina imali manje od 18 godina – Kina, DR Kongo, Nigerija, Pakistan, Saudijska Arabija, Sudan, Jemen i SAD. Vrhovni sud SAD-a u ožujku 2005. g. odredio je da su smaknuća djece mlađe od 18 godina protuustavna. Iste je godine iranski glasnogovornik pravosuđa Džamal Karimirad negirao optužbe da Iran provodi takve oblike pogubljenja nazvavši ih propagandom.

## Opravdanost smrtne kazne
Kada je u pitanju smrtna kazna uvijek se javljaju mnoge polemike koje se vode s dva fronta. Onog koji zastupa provođenje smrtne kazne u ime pravde i onog koji se snažno protivi tom nehumanom činu kojime se izvršava zadovoljavanje pravde. Zagovornici smrtne kazne pokušavaju opravdati njezinu primjenu raznim etičkim, pravnim i društvenim argumentima. Nakon svih polemika mogu se izdvojiti ova četiri koja se najčešće navode: pravedna osveta prema najokrutnijm zločincima, nužna neposredna zaštita društva/zajednice uklanjanjem počinitelja, posredno zastrašivanje mogućih budućih počinitelja kaznenih djela i manji financijski trošak za zajednicu. Osobe koje zagovaraju smrtnu kaznu smatraju da je ona jedini prihvatljivi način osvete za kazneno djelo ubojstva. Radi se o društvenoj pravdi: država treba ukloniti zlo i zaštiti društvo. Stoga u želji da se sačuva opće dobro vlast može pogubiti onoga koji je opasan za društvo. Svrha je kazne očuvanje društvenog poretka. Pristaše smrtne kazne smatraju da najgori kriminalci, poput višestrukih ubojica, trebaju biti nasilno uklonjeni iz društva - smaknućem - nakon regularnog sudskog procesa i iscrpljenih žalbenih postupaka. No ne postoje dokazi da se u zemljama u kojima je na snazi smrtna kazna smanjila stopa kriminaliteta. Protivnici smrtne kazne smatraju da se radi o neprihvatljivo oštroj kazni koja se često ne dosuđuje na pravičan način. Zemlje koje provode smrtnu kaznu češće ju opravdavaju pragmatičnim razlozima nego etičnim. Opasnost od gubitka vlastitog života treba spriječiti potencijalne počinitelje u izvršenju težih kaznenih djela. Taj efekt zastrašivanja uspješan je samo ako se već uhvaćene počinitelje usmrti. To je jedini siguran način da se spriječe ponavljanja sličnoga zločina. Znanstvena istraživanja još uvijek ne uspijevaju naći uvjerljive dokaze o tome da smrtna kazna suzbija zločine učinkovitije nego ostale kazne tj. ne postoje dokazi da se u zemljama u kojima je na snazi smrtna kazna smanjila stopa kriminaliteta.  Protivnici smrtne kazne izlažu argumente koji opovrgavaju učinak zastrašivanja jer iskustva pokazuju da vrlo malen broj teških zločinaca racionalno i u detalje planira izvršenje svojih djela te da ne razmišljaju o mogućim posljedicama. Isto tako veliki broj ubojstava događa se u afektu, a počinitelji u takvim situacijama ne promišljaju o posljedicama svoga postupanja. Po pitanju manjeg financijskog troška za društvo također dolazi do razilaženja u mišljenjima. Najteža moguća kazna nakon smrtne je kazna doživotnog lišenja slobode. To u pravilu znači da društvo u cjelini, a time i sami članovi obitelji žrtava snose troškove zatvaranja počinitelja. Zagovornici smrtne kazne smatraju da je smrtna kazna jeftinija te navode kako oni ne žele još i plaćati boravak ubojice u zatvoru. Protivnici pak navode etične dvojbe po ovom pitanju jer je njihov argument da moguća ušteda novca ne smije biti razlog brisanja ljudskog života. Također navode da se smrtnom kaznom služe totalitaristički režimi kako bi se obračunali s političkim protivnicima, vjerskim i etničkim manjinama, a u demokratskim zemljama smrtna kazna služi za obračunavanje s društvenim manjinama, jer se umjesto rješavanja socijalnih problema izgrađuju zatvori, a smrtna kazna u javnome mnijenju u konačnici stvara ideju o žestokoj borbi protiv kriminala. U stvarnosti se samo opravdava kulturu smrti, pa čak i na državnoj razini.

## Problematika provođenja
Zemlje koje provode smrtnu kaznu neizbježno se suočavaju s rizikom usmrćivanja nedužnih osoba. Niti policija niti pravosuđe ne funkcioniraju besprijekorno tj. bez pogrešaka tako da i u pravnim državama dolazi do pogrešnih presuda. Kako je usmrćivanje osobe ireverzibilan čin, ne postoji mogućnost naknadnog ispravljanja takve pogreške. Isto tako u sudskom postupku kojemu je presuda smrtna kazna postoji određeni stupanj pritiska, kako na suca tako i na porotnike koji trebaju donijeti presudu. Javnost je putem medija također često upletena pa se može dogoditi da osobe koje odlučuju popuste pred većinom i donesu pogrešnu presudu. Dokle god se primjenjuje smrtna kazna, ne može se izbjeći rizik pogubljenja nedužne osobe. Od 1973. godine, 123 američka osuđenika pomilovana su od smrtne kazne jer su se pojavili dokazi o njihovoj nedužnosti u vezi zločina zbog kojih su osuđeni na smrt. 2004. godine bilo je šest takvih slučajeva, 2005. g. dva, te jedan 2006. g.  
Neki osuđenici bili su blizu pogubljenju nakon mnogo godina čekanja smrtne kazne. Greške koje se u njihovim slučajevima ponavljaju uključuju nepropisno ponašanje tužilaštva ili policije; korištenje nepouzdanih iskaza, materijalnih dokaza ili priznanja; te neodgovarajuća obrana.

## Praksa provođenja smrtne kazne

### Japan
U Japanu se smrtna kazna provodi vješanjem bez tzv. dugog pada, nakon pravomoćno donesene presude i nakon što ju ministar pravosuđa pismeno naredi. Za postupanje s osuđenikom nakon ovog postupka ne postoji zakonom utvrđena regulativa. Često osuđenici čekaju više desetaka godina na provođenje presude. U tom periodu kontak s vanjskim svijetom je uglavnom vrlo ograničen, neprestalno ih se nadzire u nekoliko kvadratnih metara skučenoj čeliji. Niti se članove najuže obitelji niti njihove pravne zastupnike obaviještava o vremenu egzekucije, a i sami osuđenici tu informaciju saznaju tek neposredno prije izvršenja smrtne kazne. Čak i nakon usmrćivanja osobe se često događa da obitelj ne zaprimi nikakve infarmacije o tome, a slična je i situacija s truplima koja se ne predaju obiteljima. 

### Libija
Muammar al-Gaddafi, državnik Libije nekoliko puta je najavljivao ukidanje smrtne kazne. No, do danas se to obećanje nije ostvarilo tako da se u toj zemlji smrtna kazna još uvijek primjenjuje za široki spektar kaznenih djela, između ostalih i za preprodaju droge i alkohola. U slučaju pogubljenja civila koristi se metoda vješanja, a kod pripadnika vojne službe strijeljanje. Nekoliko egzegucija je čak i javno prikazano putem televizije ali većina se ipak odvija bez prisutstva javnosti. Točni podaci o broju pogubljenih ne postoje.

### Saudijska Arabija
U ovoj zemlji se smrtna kazna dosuđuje za niz vjerskih, društvenih i seksualnih delikata. Presudom se samo kažnjava muškarce dok žene osuđuju za isti prekršaj s doživotnim zatvorom. Iako su Ustavom Saudijske Arabije od 1992. godine priznata ljudska prava i potpisani međunarodni pravni standardi oni se ne provode dovoljno u praksi. Tako se prema navodima Amnesty Internationala i trenutno presuđuje smrtna kazna za maloljtnike te dopuštaju sudski postupci bez pravnih zastupnika i prevoditelja za strane državljane. Pomilovani mogu biti osuđenici ali samo kada im svi članove uže obitelji oštećenika oproste pa tako dolazi do situacija da se mora čekati u zatvoru i dugi niz godina dok maloljetni član obitelji ne postane punoljetan kako bi mogao sam odlučivati. Kao i u Japanu, čest je slučaj da osuđenik, njegovi bližnji te odvjetnici ne saznaju termin egzekucije. Posljednja instanca za pomilovanje je kralj. Najčešća metoda egzekucije je dekapitacija mačem koja se provodi u prijepodnevnim satima na mjestima koja su dostupna javnosti. 

### Singapur
S obzirom na broj stanovništva ovo je zemlja s najvećom stopom izvršenja smrtne kazne u svijetu. Od 1991. godine smaknuto je najmanje 420 osoba. Smrtna kazna je predviđena za veliki raspon delikata poput: ubojstvo, uporabu vatrenog oružja, veleizdaju, otmicu, posjedovanje droge itd. 
Većina Singapuraca podržava nemilosrdnu kaznenu politiku svoje države prema krijumčarima droge. Singapurska vlast šalje na vješala svakoga – i vlastitog državljanina i stranca – koga u toj maloj otočnoj državi, čak i u tranzitu na aerodromu, otkriju s drogom. Ništa ne može spasiti onoga kod koga se nađe više od 15 g heroina, 30 g morfija, 30 g kokaina, 500 g marihuane ili 1,2 kg opijuma. Prema podacima Amnesty Inernationala u prosjeku se usmrti svakih četrnaest dana jedna osoba, a od toga 85-90% zbog trgovine drogom. Metoda egzekucije je vješanje dugim padom. 
Zanimljiv je podatak da u cijelom Singapuru postoji samo jedna osoba koja izvršava egzeguciju; Darshan Singh. On tu djelatnost obavlja već više od pedeset godina i do sada je izvršio oko 800 smrtnih kazni. Egzekucija se izvršava u čuvenom zatvoru Changi.    

### SAD
U 32 od 50 američkih saveznih država postoji institucija smrtne kazne, čemu treba dodati i federalnu vladu i američku vojsku. Ova kazna izriče se najčešće za ubojstva, otmice i slična teška kaznena djela koja rezultiraju smrću jedne ili više osoba. O smrtnoj kazni se u Sjedinjenim Državama vodi žestoka rasprava. Vrhovni sud Sjedinjenih Država zabranio je 1972. godine dosuđivanje smrtne kazne. Odluku se temeljila na dva amandmana američkog ustava. Vrhovni sud je tom prilikom okarakterizirao smrtnu kaznu kao okrutnu i neuobičajeno strogu zbog načina na koji su je savezne države izvršavale. Međutim, ta je odluka Vrhovnog suda ostavila ipak otvorenom mogućnost da smrtna kazna bude zadržana u budućnosti. Primjerice, ako bi se izricala za samo ograničeni broj kaznenih djela, i pod ograničenim uvjetima. Vrhovni sud je o ovom pitanju ponovno raspravljao 1976. godine. Tom prilikom je odobrio pravo saveznim državama da donesu nove zakone kojima se ponovno dopušta izricanje smrtne kazne. Mnoge od njih su to i učinile, zadovoljavajući pritom zahtjeve koje je postavio Vrhovni sud. Od tada je u Sjedinjenim Državama smrtna kazna izvršena nad više od 800 osuđenika. Od toga je u Texasu izvršeno gotovo 300 smaknuća. Jedna od novijih studija pokazuje da smrtnu kaznu podržava oko 70 posto Amerikanaca.

#### Popis država sa smrtnom kaznom
1. Alabama
2. Arizona
3. Arkansas
4. California
5. Colorado
6. Delaware
7. Florida
8. Georgia
9. Idaho
10. Indiana
11. Kansas
12. Kentucky
13. Louisiana
14. Mississippi
15. Missouri
16. Montana
17. Nebraska
18. Nevada
19. New Hampshire
20. North Carolina
21. Ohio
22. Oklahoma
23. Oregon
24. Pennsylvania
25. South Carolina
26. South Dakota
27. Tennessee
28. Texas
29. Utah
30. Virginia
31. Washington
32. Wyoming
33. Američka vlada
34. Američka armija

Vidi Dodatak:Popis žena osuđenih na smrt

#### Države bez smrtne kazne i datum ukinuća
1. Alaska (1957.)
2. Connecticut (travanj 2012.) Ukidanje nije retroaktivno; smaknuće čeka 11 osoba koje su prethodno osuđene na smrtnu kaznu
3. Hawaii (1957.)
4. Illinois (2011.)
5. Iowa (1965.)
6. Maine (1887.)
7. Maryland (svibanj 2013.) Ukidanje nije retroaktivno; smaknuće čeka 5 osoba koje su prethodno osuđene na smrtnu kaznu
8. Massachusetts (1984.)
9. Michigan (1846.)
10. Minnesota (1911.)
11. New Jersey (2007.)
12. New Mexico (ožujak 2009.) Ukidanje nije retroaktivno; smaknuće čekaju 2 osobe koje su prethodno osuđene na smrtnu kaznu
13. New York (2007.)
14. North Dakota (1973.)
15. Rhode Island (1984.)
16. Vermont (1964.)
17. West Virginia (1965.)
18. Wisconsin (1853.)
19. District of Columbia (1981.)

### Kina
U ovoj zemlji se smrtna kazna dosuđuje za 68 različitih kaznenih djela. Statistički podaci o broju pogubljenih se uglavnom čuvaju kao tajni ali Amnesty International navodi da se godišnje pogubi i do nekoliko tisuća ljudi. Zapanjuje podatak da se egzekucija tamo provodi javno, ponekad čak i na stadionima te da su česti slučajevi javnog prijenosa putem televizije. Postoji razlika u metodama egzekucije kod bogatih i siromašnih slojeva. Bogatiji osuđenici se usmrćuju injekcijom, a siromašni strijeljanjem. Prema različitim izvješćima od strane organizacija koje se bore za ljudska prava se organi usmrćenih koriste za transplantaciju te se preprodavaju na crnom tržištu iako je trgovina organima zakonom zabranjena.

## Vanjske poveznice
- Smrtna kazna u svijetu, zemlje koje su je potpuno ukinule ili potpuno zadržale, zemlje koje su je ukinule u praksi (a zadržale u zakonu)ili ukinule samo za klasične zločine   Arhivirana inačica izvorne stranice od 18. veljače 2015. (Wayback Machine)  na Amnesty.org
- Smrtna kazna  Arhivirana inačica izvorne stranice od 18. siječnja 2006. (Wayback Machine) na US Liberals About.com
- Metode i razvoj smrtne kazne u SAD-u  Arhivirana inačica izvorne stranice od 18. ožujka 2017. (Wayback Machine), InternationalistReview.com
- Answers.com - Smrtna kazna